# Clifford Argue
Pour les articles homonymes, voir Argue.
Clifford Argue (né le 2 décembre 1901 à Port Hueneme en Californie et mort le 4 avril 1970 à Newport Beach en Californie) est un athlète américain. Il participe à une édition des Jeux olympiques,.

## Jeux olympiques
- Jeux olympiques d'été de 1924 à Paris ( France)
  - 12e position au pentathlon masculin.